# Стрельба на летних Олимпийских играх 2016
Соревнования по стрельбе на летних Олимпийских играх 2016 года в Рио-де-Жанейро прошли с 6 по 14 августа. 390 спортсменов разыграли пятнадцать комплектов наград (9 у мужчин и 6 у женщин). Соревнования прошли в национальном стрелковом центре в районе Деодоро.
В январе 2013 года Международная федерация спортивной стрельбы приняла новые правила проведения соревнований на 2013—2016 года, которые, в частности, изменили порядок проведения финалов. Во многих дисциплинах спортсмены, прошедшие в финал, теперь начинают решающий раунд без очков, набранных в квалификации, а финал проходит по системе с выбыванием. Также в финалах после каждого раунда стрельбы из дальнейшей борьбы выбывает спортсмен с наименьшим количеством баллов. В скоростном пистолете решающие поединки проходят по системе попал-промах. В стендовой стрельбе добавился полуфинальный раунд, где определяются по два участника финального матча и поединка за третье место.
6 августа Хоанг Суан Винь, выиграв соревнования по стрельбе из пневматического пистолета с 10 метров, принёс Вьетнаму первое олимпийское золото в истории во всех видах спорта.
Чин Джон О из Республики Корея выиграл золото в стрельбе из пистолета с 50 метров на третьих Играх подряд. Он стал самым титулованным азиатским стрелком в истории Олимпийских игр (4 золота и 2 серебра за карьеру).

## Медали

### Общий зачёт
(Жирным выделено самое большое количество медалей в своей категории; принимающая страна также выделена)
| Общее количество медалей |                                    |        |         |        |       |
| Место                    | Страна                             | Золото | Серебро | Бронза | Всего |
| 1                        | Италия                             | 4      | 3       | 0      | 7     |
| 2                        | Германия                           | 3      | 1       | 0      | 4     |
| 3                        | Китай                              | 1      | 2       | 4      | 7     |
| 4                        | Вьетнам                            | 1      | 1       | 0      | 2     |
| 4                        | Республика Корея                   | 1      | 1       | 0      | 2     |
| 6                        | США                                | 1      | 0       | 2      | 3     |
| 7                        | Греция                             | 1      | 0       | 1      | 2     |
| 7                        | Независимые олимпийские спортсмены | 1      | 0       | 1      | 2     |
| 9                        | Австралия                          | 1      | 0       | 0      | 1     |
| 9                        | Хорватия                           | 1      | 0       | 0      | 1     |
| 11                       | Россия                             | 0      | 2       | 2      | 4     |
| 12                       | Франция                            | 0      | 1       | 1      | 2     |
| 13                       | Бразилия                           | 0      | 1       | 0      | 1     |
| 13                       | Новая Зеландия                     | 0      | 1       | 0      | 1     |
| 13                       | Украина                            | 0      | 2       | 1      | 3     |
| 16                       | Великобритания                     | 0      | 0       | 2      | 2     |
| 17                       | КНДР                               | 0      | 0       | 1      | 1     |
| 17                       | Швейцария                          | 0      | 0       | 1      | 1     |
| 17                       | Швеция                             | 0      | 0       | 1      | 1     |
| Всего                    | Всего                              | 15     | 15      | 15     | 45    |

### Медалисты

#### Мужчины
| Дисциплина                                     | Золото                                              | Серебро                       | Бронза                                                |
| Пневматическая винтовка, 10 м см. подробнее    | Никколо Камприани Италия                            | Сергей Кулиш Украина          | Владимир Масленников Россия                           |
| Винтовка лёжа, 50 м см. подробнее              | Хенри Юнгхенель Германия                            | Ким Джон Хён Республика Корея | Кирилл Григорьян Россия                               |
| Винтовка из трёх положений, 50 м см. подробнее | Никколо Камприани Италия                            | Сергей Каменский Россия       | Алексис Райно Франция                                 |
| Пневматический пистолет, 10 м см. подробнее    | Хоанг Суан Винь Вьетнам                             | Фелипе Алмейда У Бразилия     | Пан Вэй Китай                                         |
| Скорострельный пистолет, 25 м см. подробнее    | Кристиан Райц Германия                              | Жан Кикампуа Франция          | Ли Юэхун Китай                                        |
| Пистолет, 50 м см. подробнее                   | Чин Джон О Республика Корея                         | Хоанг Суан Винь Вьетнам       | Ким Сон Гук КНДР                                      |
| Трап см. подробнее                             | Йосип Гласнович Хорватия                            | Джованни Пелльело Италия      | Эдвард Линг Великобритания                            |
| Дубль-трап см. подробнее                       | Фехайд Ад-Дихани Независимые олимпийские спортсмены | Марко Инноченти Италия        | Стивен Скотт Великобритания                           |
| Скит см. подробнее                             | Габриэле Россетти Италия                            | Маркус Свенссон Швеция        | Абдулла Аль-Рашиди Независимые олимпийские спортсмены |

#### Женщины
| Дисциплина                                     | Золото                    | Серебро                     | Бронза                           |
| Пневматическая винтовка, 10 м см. подробнее    | Вирджиния Трэшер США      | Ду Ли Китай                 | И Сылин Китай                    |
| Винтовка из трёх положений, 50 м см. подробнее | Барбара Энгледер Германия | Чжан Биньбинь Китай         | Ду Ли Китай                      |
| Пневматический пистолет, 10 м см. подробнее    | Чжан Мэнсюэ Китай         | Виталина Бацарашкина Россия | Анна Коракаки Греция             |
| Пистолет, 25 м см. подробнее                   | Анна Коракаки Греция      | Моника Карш Германия        | Хайди Дитхельм Герберг Швейцария |
| Трап см. подробнее                             | Кэтрин Скиннер Австралия  | Натали Руни Новая Зеландия  | Кори Кодждел-Анрейн США          |
| Скит см. подробнее                             | Диана Бакози Италия       | Кьяра Кайнеро Италия        | Кимберли Роуд США                |

## Место проведения
| Олимпийский центр стрельбы |
| -------------------------- |
| Олимпийский центр стрельбы |
| Вместимость: 7500          |

## Факты
В мужском трапе выступил 51-летний перуанец Франсиско Боса, участник семи Олимпийских игр (1980, 1984, 1988, 1992, 1996, 2000 и 2004). Он стал единственным спортсменом на Играх в Рио, который имеет опыт выступления на Играх 1980 года в Москве.
Для чемпионки летних ОИ 1988 года 47-летней Нино Салуквадзе Игры в Рио стали восьмыми в её спортивной биографии, причём в них она участвовала вместе с сыном Цотнэ Мачавариани. Это был первый в истории случай, когда мать и сын выступили на одной Олимпиаде.